# Rudrasimha III
Rudrasimha III (fl. IV secolo) fu l'ultimo sovrano delle Satrapie occidental in India.

## Storia
Rudrasimha III succedette a Rudrasena IV come condottiero militare degli indo-sciti in India. Entrambi erano figli del sovrano Satyasimha, il che li rendeva almeno fratellastri, se non parenti di primo grado.
Le Satrapie occidentali furono conquistate dall'imperatore Gupta Chandragupta II. Questo evento pose fine al dominio dei Saci nel subcontinente indiano. 
Un'iscrizione del re Gupta Chandragupta II vittorioso nel 412-413 d.C., si trova sulla ringhiera vicino alla porta orientale del Grande Stupa di Sanchi in cui si nomina la vittoria sul sovrano Rudrasimha III.